# Oboh
Oboh is een bestuurslaag in het regentschap Subulussalam van de provincie Atjeh, Indonesië. Oboh telt 268 inwoners (volkstelling 2010).